# Матвієнко Володимир Анатолійович
Володи́мир Анато́лійович Матвіє́нко (12 грудня 1982 — 18 вересня 2018) — сержант Збройних сил України, учасник російсько-української війни.

## Життєпис
Народився 1982 року у місті Київ; проживав на житловому масиві Новобіличі, навчався у київській 55-й школі.
В часі війни — сержант, командир відділення 1-ї мотопіхотної роти 12-го батальйону «Київ» 72 ОМБр. З 2017 року проходив службу за контрактом.
18 вересня 2018-го загинув перед опівніччю внаслідок мінометного обстрілу терористами біля смт Луганське — в ході вогневого нальоту від розриву міни калібру 120 мм, яка влучила у бліндаж; зазнав осколкових поранень, несумісних з життям. Під час вогневого нальоту двоє військовослужбовців вели спостереження за полем бою та вживали заходів щодо зайняття укриттів своїми побратимами. Тоді ж загинув молодший сержант Володимир Ткачов.
22 вересня 2018 року відбулося прощання на Майдані Незалежності; похований на Берковецькому кладовищі. Київська міськадміністрація оголосила 22 вересня днем жалоби.
Без єдиного сина лишилися мама Тетяна Павлик й батько Анатолій Матвієнко.

## Нагороди та вшанування
- указом Президента України № 411/2018 від 5 грудня 2018 року «за особисту мужність і самовіддані дії, виявлені у захисті державного суверенітету та територіальної цілісності України, зразкового виконання військового обов'язку» — нагороджений орденом «За мужність» III ступеня (посмертно)[1]